# Hanwha

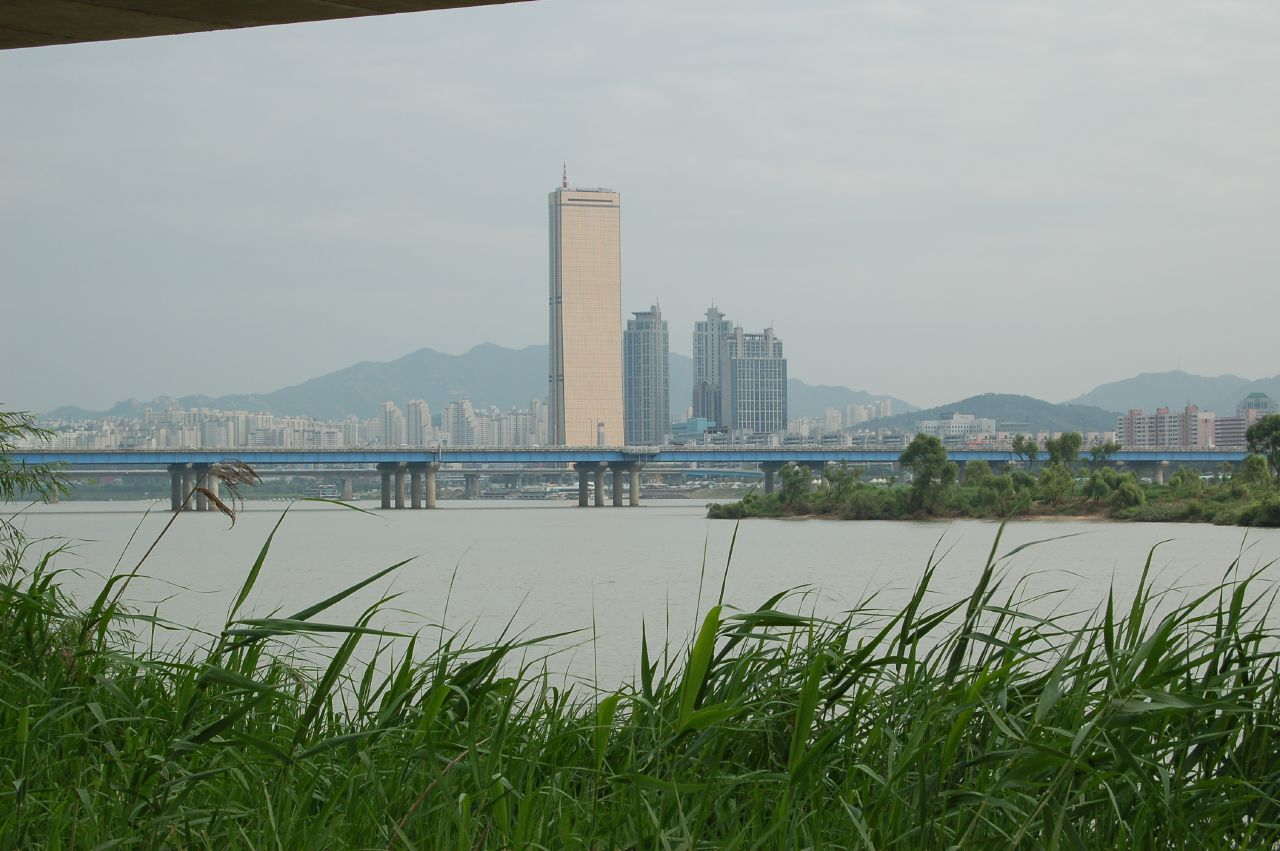
Sede Hanhwa 63 City em Yeouido, Seul

Hanwha é um conglomerado sul-coreano (Chaebol) cujas atividades predominam na área de químicos e explosivos. 

## Subsidiárias
- Hanwha Corporation
- Hanwha Petro Chemical
- Hanwha Chemical
- Hanwha Polychemical
- Hanwha Dream Pharma
- Hanwha Machinery
- Hanwha Yeocheon
- Hanwha Environment Institute
- Hanwha Daehan Life Insurance
- Hanwha Securities
- Hanwha General Insurance
- Hanwha Investment Service
- Hanwha C&I
- Hanwha Galleria
- Hanwha Timeworld
- Hanwha Resort
- Hanwha Development
- Hanwha 63 City
- Hanwha Communications
- Hanwha Constructions
- Hanwha S&C
- Daedeok Techno Valley
- Asan Techno Valley
- Hanwha Eagles